# 단테의 손
《단테의 손》(영어: In the Hand of Dante)은 2025년 개봉 예정인 미국, 이탈리아의 드라마 영화이다. 줄리언 슈나벨이 감독과 공동각본을 맡았으며, 닉 토셔스의 동명 소설이 영화의 원작이다.

## 출연진
- 오스카 아이작 - 닉 토셔스 / 단테 알리기에리
- 제이슨 모모아
- 제라드 버틀러
- 갈 가도트
- 사브리나 임파차토레
- 프랑코 네로
- 마틴 스콜세지
- 포르투나토 체를리노
- 로렌초 추르촐로
- 루이 캔셀미
- 알 파치노
- 존 말코비치
- 벤저민 클레먼타인
- 클라우디오 산타마리아
- 귀도 카프리노
- 파올로 보나첼리
- 하워드 토머스 레이
- 듀크 니컬슨